# Wivan Pettersson
Wivi Mathilda „Wivan” Pettersson, po mężu Frunck (ur. 24 stycznia 1904 w Eskilstunie, zm. 7 listopada 1976 tamże) – szwedzka pływaczka, medalistka igrzysk olimpijskich.
Podczas VIII Letnich Igrzysk Olimpijskich w Paryżu Pettersson wystartowała w trzech konkurencjach. W wyścigu na 100 metrów stylem dowolnym wystartowała w drugim wyścigu eliminacyjnym. Zajęła w nim czwarte, niepremiowane awansem miejsce, z czasem 1:27,4. W wyścigu na dystansie 200 metrów stylem klasycznym Szwedka wystartowała w pierwszym wyścigu eliminacyjnym. Zajęła w nim trzecie miejsce z czasem 3:37,0. Spośród zawodniczek, które zajęły w eliminacjach trzecie miejsca Pettersson okazała się najszybsza co pozwoliło jej awansować do finału. Zajęła w nim czwarte miejsce z czasem 3:37,6. Pettersson znalazła się także w składzie szwedzkiej sztafety 4 × 100 m stylem dowolnym. Płynęła tam na trzeciej zmianie, a ekipa Szwedek z czasem 5:35,6 wywalczyła brązowy medal.
Pettersson reprezentowała barwy klubu Eskilstuna SS.